# 扁柄菝葜
扁柄菝葜（学名：Smilax planipes），为百合科菝葜属下的一个植物种。